# Плещеев, Лев Афанасьевич
Лев Афана́сьевич Плеще́ев (ум. в 1645) — стольник, казначей, воевода в Уфе и Самаре.

## Биография
В 1608 г. он был сторонником Тушинского вора и писал Яну Сапеге, что просит выслать пана Шумницкого из пожалованного ему самозванцем села Ивановского, в Суздальском уезде, а в следующем 1609 г. он одним из первых перебежал к Сигизмунду.
В грамоте к боярам, управлявшим государством, Сигизмунд писал о Плещееве и других тушинских дворянах и дьяках, перешедших на его сторону, что они «почали служить преж всех», и когда они приехали к нему в Смоленск, то «князь Василий Шуйский, будучи на Московском государстве, из мести дворы их на Москве разорил до основанья и животы их все велел пограбити на себя». Вследствие этого, Сигизмунд предписывал наградить их новыми домами и поместными окладами.
В 1610 г. Плещеев пришёл из Бежецкой пятины на помощь Салтыкову, приехавшему в Новгород, для приведения жителей к присяге королевичу Владиславу.
В 1611 г. Сигизмунд пожаловал Плещеева в оружейничие на место Измайлова, которого послал на службу в Сибирь. В этом же году он — стольник, писал Можайскому воеводе Никулину из Девичьего монастыря из Москвы, чтобы он сообщил «всему войску королевскому» и воеводе Потоцкому, «чтоб спешили к Москве вскоре».
13 июля 1613 г., в день венчания на царство Михаила Фёдоровича, Плещеев был одним из десяти стольников, шедших перед царём из царских палат к соборной церкви. В том же году он — рында в белом платье при приёме кызыльбашского посла.
Осенью 1614 г. смотрел в кривой стол, когда царь ходил на освящение храмa в Рубцово и на богомолье к Троице. В 1616, 1619 и 1625 гг. изредка бывал кравчим у государева стола, в 1624 и 1626 гг. был в числе поезжан на обеих свадьбах царя Михаила Фёдоровича.
В 1630 и 1631 г. он присутствовал в Грановитой палате при приёме шведского посланника, а в 1634 г. — при приёме литовского гонца. В 1631—1634 гг. на лошадях Плещеева было отвезено под Смоленск, для продовольствия войска 50 четвертей муки. 
В 1637 г. он — казначей. С 1626 по 1640 гг. включительно, вместе с князем Василием Яншеевичем Сулешевым, стоял у государева стола во время торжественных обедов, а также во время обедов у Троицы, в подмосковном Николо-Угрешском монастыре и в московском Новодевичьем монастыре.
В 1641 г. он — воевода в Уфе, в 1643—1644 гг. — воевода в Самаре, а товарищем при нём был его сын Андрей Львович.
28 июля 1644 г. Плещеева прислали к царю с сеунчем (хороший вестник, извещение о победе), что побили калмыков у Яицких вершин (Урал) и взяли в плен 480 человек.
Плещееву принадлежали поместья и вотчины: волости Котловань и Липенская в Новгородском уезде (370 четей), а также село Отсечно (300 четей); поместье в Суздале (490 четей, из вотчин князей Шуйских); пустошь Алферкова, «Бернятино тож», Московской губернии, Вяземского стана; село Лучинское, на речке Мологоще, Московской губернии, Сурожского стана, позже это поместье было в вотчине за его сыном Михаилом Львовичем.
У Плещеева были местнические счеты с С. А. Лихаревым, Д. И. Мезецким, М. М. Салтыковым, Ю. Д. Хворостининым и И. П. Шереметевым.

## Дети
- Андрей (ок. 1610—1658) — воевода, стольник
- Иван (ок. 1615—до 1649) — стольник
- Михаил (1617—1683) — боярин
- Фёдор (ок. 1630—1672) — стольник, отец Ф. Ф. Плещеева.
- Александр — стольник
- Татьяна — замужем за князем Ф. А. Телятевским.
- Мария — замужем за князем В. Б. Хилковым, во втором браке за князем К. О. Щербатовым